# مقاطعة سيليسترا
مقاطعة سيليسترا (بالبلغارية: Област Силистра)‏ هي إحدى مقاطعات بلغاريا تقع في شمال شرق بلغاريا. يقدر عدد سكانها بـ 119,474 نسمة ومساحتها 2,846.3 كم2.

## الموقع
موقع المدينة بين مقاطعات بلغاريا: